# Département d'Oualata

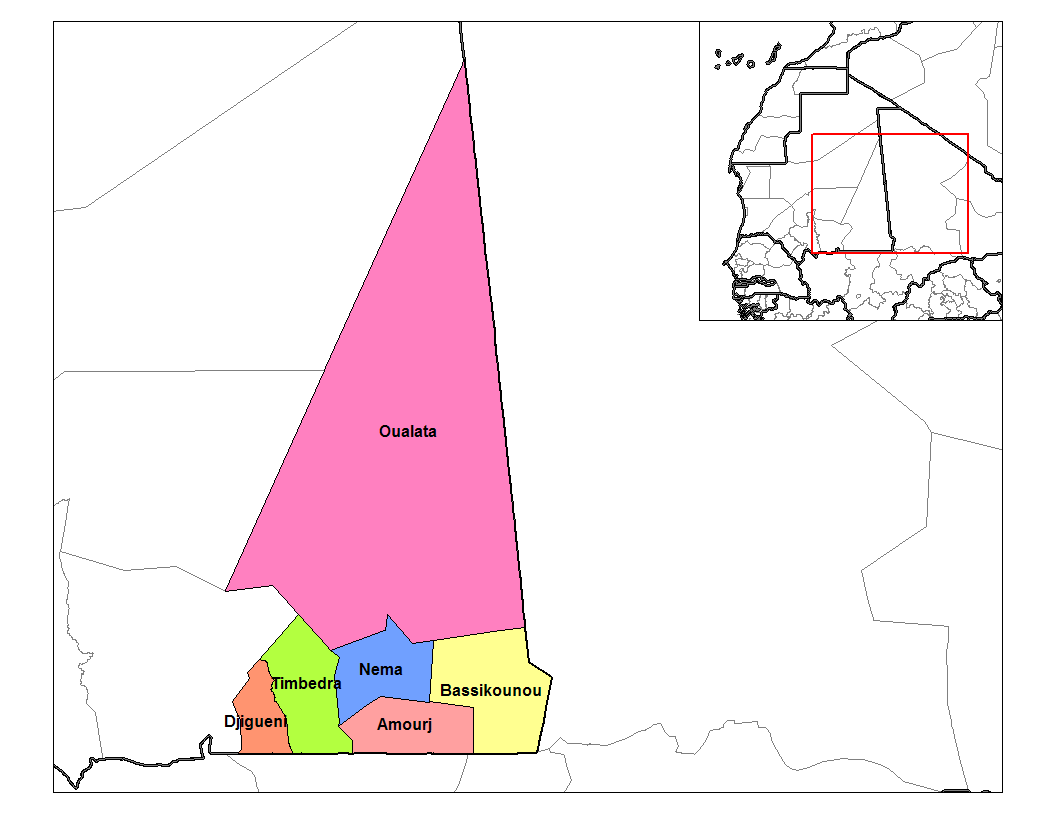
Les départements de Hodh Ech Chargui : Oualata au nord

Le département d'Oualata est l'un des six départements (appelés officiellement Moughataa) de la région de Hodh Ech Chargui en Mauritanie.

## Liste des communes du département
Le département d'Oualata est constitué d'une seule commune homonyme Oualata, en raison de sa localisation dans le vaste ensemble du Sahel occidental.
En 2000, l'ensemble de la population du département d'Oualata regroupe un total de 11 779 habitants (5 982 hommes et 5 797 femmes).